# Mieczysław Nartowski

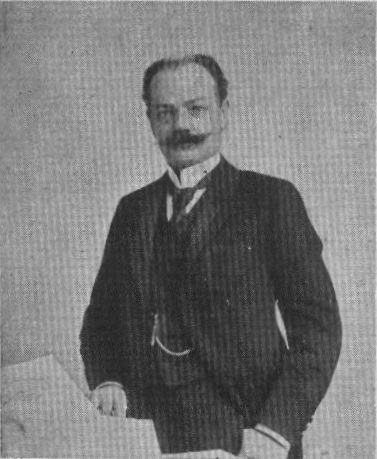
Mieczysław Nartowski

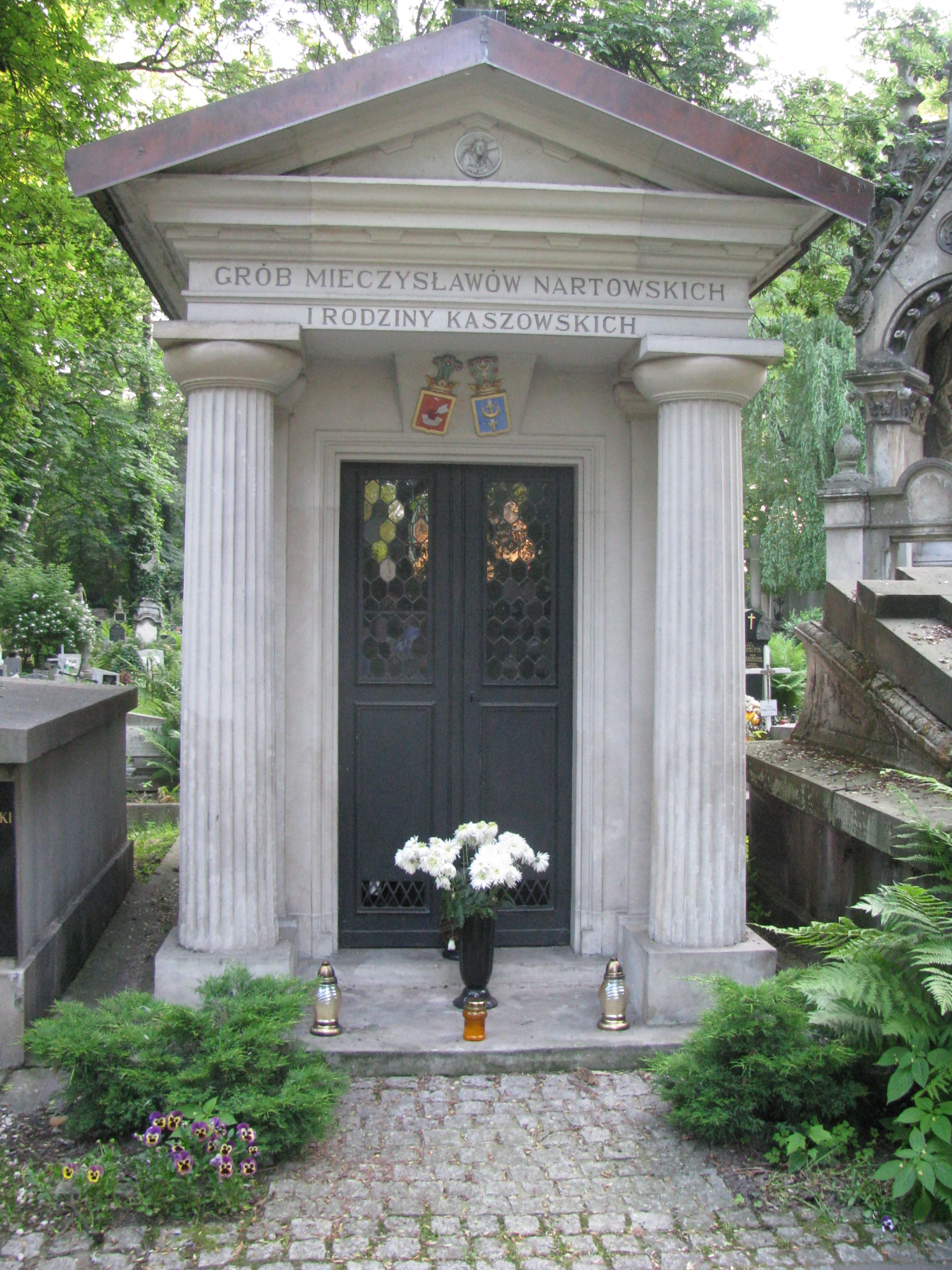
Grób rodziny Nartowskich i Kaszowskich na cmentarzu Rakowickim

Mieczysław Marian Maria Ludwik Trzaska-Nartowski (ur. 15 sierpnia 1868 w Kowalowach, zm. 13 listopada 1929 w Krakowie) – polski lekarz neurolog i psychiatra, działacz polityczny.

## Życiorys
Jego opiekunem był Teofil Trzaska-Nartowski zamieszkały w Jaśle, potem w Białej i Wadowicach; ojciec Mieczysława zmarł w 1876 roku. Ukończył szkołę podstawową i średnią w Jaśle, następnie wstąpił na Wydział Lekarski Uniwersytetu Jagiellońskiego, studiował od 1890 do 1896. Tytuł doktora wszechnauk medycznych otrzymał 15 lutego 1896 roku. W latach 1893/1894–1894/1895 korzystał ze stypendium Franciszka Zawadzkiego. W 1897 roku asystent w poliklinice chorób nerwowych Emanuela Mendla i w klinice chorób umysłowych Friedricha Jolly’ego w Berlinie. Współpracował tam z Maxem Bielschowskym. Następnie praktykował w klinice Edwarda Korczyńskiego.
Był właścicielem prywatnej lecznicy nerwowo chorych przy Radziwiłłowskiej 33. Leczyli się u niego Bolesław Prus i Władysław Reymont. Był działaczem Polskiego Związku Narodowego, organizacji o charakterze chrześcijańsko-narodowym. Bez powodzenia kandydował w wyborach do Rady Państwa w czerwcu 1911. Miał dwóch synów, Antoniego i Jana – obaj zmarli w 1920 roku. Zmarł w 1929 roku, pochowany został w grobowcu rodzinnym na cmentarzu Rakowickim.
Autor ponad 50 prac naukowych z dziedziny neurologii, psychiatrii i dietetyki. Jego tłumaczenie podręcznika Cohna (Elektrodiagnostyka i elektroterapia dla użytku uczniów i lekarzy, 1901) było pierwszym podręcznikiem elektrodiagnostyki w języku polskim. Był też autorem pierwszego polskiego podręcznika radiologii (Promienie Roentgena i ich zastosowanie do celów rozpoznawczych i leczniczych, 1900).

## Wybrane prace
- Przyczynek do etyologii porażeń mózgowych u dzieci. Przegląd Lekarski, 1897
- Wykłady neuropatologii i psychiatryi w Berlinie. Przegląd Lekarski 8 (15, 16), 1897
- Dwa przypadki asthma uterinum. Gazeta Lekarska, 1898
- Ein Beitrag zur Kenntniss der Bernhardt’schen Sensibilitätsstörung. Neurologisches Centralblatt 17, s. 1082–1088, 1898
- Ein Fall von Arthroneuralgie. Wiener medizinische Wochenschrift 21, s. 1003–1005, 1899
- Fizyologiczne i lecznicze działanie promieni światła słonecznego i elektrycznego. Nowiny Lekarskie 12, 1900
- Gangraena angiosclerotica na tle kiłowem; Współrzędne zmiany w nerwach; Przypadek kazuistyczny. Przegląd Lekarski, 1900
- Bielschowsky, Nartowski. Experimentelle Untersuchungen über die Wirkung des Diphtheriegiftes auf das Nervensystem. Neurologisches Centralblatt, 1900
- Promienie Roentgena i ich zastosowanie do celów rozpoznawczych i leczniczych. Kraków: A. Krzyżanowski, 1900
- „Choroba Thomsena, Dilatatio ventriculi cum gastritide acida, Wyleczenie”. W: Pamiętnik Jubileuszowy wydany ku uczczeniu dwudziestopięcioletniej działalności prof. Edwarda Sas-Korczyńskiego przez byłych jego uczniów. Kraków: J. Filipowski, 1900 s. 367–374
- Działanie lecznicze światła elektrycznego w różnych stanach patologicznych, a głównie w chorobach układu nerwowego. Przegląd Lekarski, 1900
- Zaduma (Melancholia). Kraków: A. Krzyżanowski, 1901 (43 ss.)
- Elektrodiagnostyka i elektroterapia dla użytku uczniów i lekarzy. Kraków: Krzyżanowski, 1901
- Zakłady lecznicze dla umysłowo chorych: W oświetleniu najnowszych zdobyczy naukowych. Kraków: Księg. Spółki Wyd. Polskiej, 1902 (62 ss.)
- Nerwowość, jej źródła i następstwa. Przewodnik Kąpielowy, 1904
- Dyeta przeciwtasiemcowa. Kraków, 1905
- Leczenie wzmacniające. Kraków, 1907
- Kobieta, jej kwestya, wpływ i znaczenie na polu pracy społecznej. Kraków: Polski Związek Narodowy, 1909 (30 ss.)
- Jak mają żyć osoby nerwowe? Kraków, 1913
- Honor a małżeństwo. Kraków: G. Gebethner i Sp., 1921
- Jak przygotować i jakie podawać pokarmy i napoje choremu. Kraków: G. Gebethner i Sp., 1921